# Ханс Адолф фон Брокдорф
Ханс Адолф фон Брокдорф (на немски: Hans Adolf Graf von Brockdorff; * 7 април 1805, Глюкщат; † 1 юли 1870, Фрайбург и. Бр.) е граф от род фон Брокдорф, холщайнски собственик на рицарско имение и датски дворцов служител.

## Биография
Той е по-големият син на датския и шлезвиг-холщайнския юрист и държавник граф Кай Лоренц фон Брокдорф (1766 – 1840) и Берта фон Рабен (1780 – 1831). По-малкият му брат граф Конрад Фридрих Готлиб фон Брокдорф-Алефелд (1823 – 1909) е осиновен от граф фон Алефелд.
Ханс Адолф следва право в университетите в Гьотинген и Хайделберг. След следването става наследствен господар на Зарлхузен. Той е кралски датски камерхер, съветник и служител в Ноймюнстер. През 1852 г. датският крал го освобождава от държавната служба, понеже участвал в събиране в Ноймюнстер.

## Фамилия
Първи брак: с Луиза Каролина Кристиана фон Бухвалд (* 1 юли 1816, Аугустенберг; † 10 март 1850, Кил). Те имат седем деца:
- Емилия Жанна Конрадина фон Брокдорф (* 8 юни 1841)
- Берта Доротея Августа фон Брокдорф (* 20 януари 1843), омъжена за Мориц Лукас фон Кранах
- Кай Лоренц фон Брокдорф (* 24 септември 1844, Ноймюнстер; † 23 май 1921, Меран), теософ, женен I. на 25 март 1870 г. в Потсдам (развод 1879 и отново женитба 1885) за теософ София Мария Вилхелмина фон Алефелд (* 14 април 1848; † 8 юни 1906), II. на 20 март 1880 г. в Дармщат за Анна Розенхаген (* 30 юли 1855; † 17 август 1881), III. на 13 март 1883 г. в Дармщат за София Мария Вилхелмина фон Алефелд (* 14 април 1848; † 8 юни 1906), IV. на 1 септември 1910 г. във Висбаден за Александрина фон Буденброк (* 5 юли 1866; † 16 декември 1955); има общо една дъщеря и два сина
- София Фридерика Вилхелмина фон Брокдорф (* 21 януари 1846)
- Юлиана Матилда Теофила фон Брокдорф (* 27 април 1847)
- Шарлота Мария Ернестина фон Брокдорф (* 14 юли 1848), омъжена за фрайихер Вилхелм Ернст Бертхолд фон Брокдорф (* 15 декември 1841), син на граф Хайнрих Кристиан Фридрих фон Брокдорф (1808 – 1880) и фрайин Шарлота Каролина Цецилия фон Гроте (1810 – 1871)
- Георгина Луиза фон Брокдорф (* 1 март 1850)

Втори брак: на 28 октомври 1854 г. в Щутгарт за фрайин Емма фон Щерненфелс (* 16 април 1826, Щутгарт; † 10 март 1855, Зарлхузен). Бракът е бездетен.